# ソウル・バラードを歌う
『ソウル・バラードを歌う』（原題：The Great Otis Redding Sings Soul Ballads）は、オーティス・レディングが1965年に発表した2作目のスタジオ・アルバム。

## 背景
ヴォルト・レコード（スタックス・レコードのサブ・レーベル）とアトコ・レコードの二つの会社から発売された。
本作収録曲の一部は、本作のリリースに先行してシングルで発表された。「カム・トゥ・ミー」はシングル(Volt 116)としてリリースされ、「君に感謝したくて」はシングル「セキュリティ」(Volt 117)のB面で発表された。その後、「チェインド・アンド・バウンド」(Volt 121)が「オンリー・マン」をB面に収録したシングルとしてリリースされ、続いて「ミスター・ピティフル」(Volt 124)が「この強き愛」をB面に収録したシングルとしてリリースされた。そして、残り6曲は1965年1月20日にレコーディングされている。

## 反響・評価
アメリカのBillboard 200では147位、R&Bアルバム・チャートでは3位に達した。
音楽評論家のLindsay Planerはオールミュージックにおいて「ブッカー・T&ザ・MG'sことブッカー・T・ジョーンズ、スティーヴ・クロッパー、ドナルド・ダック・ダン、アル・ジャクソン・ジュニアとの連携の強さがいよいよ明白となっている」と評している。

## 収録曲
Side 1
1. この強き愛 - "That's How Strong My Love Is" (Roosevelt Jamison) - 2:24
2. チェインド・アンド・バウンド - "Chained and Bound" (Otis Redding) - 2:25
3. ウーマン、ラヴァー、ア・フレンド - "A Woman, a Lover, a Friend" (Sidney Wyche) - 3:18
4. オンリー・マン - "Your One and Only Man" (O. Redding) - 2:48
5. この愛だけがすべて - "Nothing Can Change This Love" (Sam Cooke) - 2:59
6. イッツ・トゥー・レイト - "It's Too Late" (Chuck Willis) - 3:00

Side 2
1. フォー・ユア・プレシャス・ラヴ - "For Your Precious Love" (Arthur Brooks, Richard Brooks, Jerry Butler) - 2:49
2. 君に感謝したくて - "I Want to Thank You" (O. Redding) - 2:35
3. カム・トゥ・ミー - "Come to Me" (O. Redding, Phil Walden) - 2:38
4. ホーム・イン・ユア・ハート - "Home in Your Heart" (Otis Blackwell, Winfield Scott) - 2:10
5. 貴方の腕を私に - "Keep Your Arms Around Me" (Obie McClinton) - 2:46
6. ミスター・ピティフル - "Mr. Pitiful" (O. Redding, Steve Cropper) - 2:26

## 参加ミュージシャン
- オーティス・レディング - ボーカル
- スティーヴ・クロッパー - ギター、ピアノ
- ジョニー・ジェンキンス - ギター(#9)
- ブッカー・T・ジョーンズ - キーボード
- ドナルド・ダック・ダン - ベース
- アル・ジャクソン・ジュニア - ドラムス
- ウェイン・ジャクソン - トランペット
- サミー・コールマン - トランペット
- チャールズ・アクストン - テナー・サックス
- フロイド・ニューマン - バリトン・サックス